# 地元です。地元じゃなくても、地元です。今度は野外でワンマンです。in 海の中道海浜公園
『地元です。地元じゃなくても、地元です。今度は野外でワンマンです。in 海の中道海浜公園』（じもとです。じもとじゃなくても、じもとです。こんどはやがいでワンマンです。イン・うみのなかみちかいひんこうえん）は、C&Kの5枚目のライブBlu-ray/DVD。

## 概要
- 前作から約一年ぶりのライブBlu-ray/DVDである。
- 2016年8月27日に海の中道海浜公園で行われた野外ワンマンライブ『地元です。地元じゃなくても、地元です。今度は野外でワンマンです。in 海の中道海浜公園』の模様を収録。
- 初回盤限定特典映像として、リハーサルから本番の裏側まで密着した「長編ドキュメンタリー映像(決)」がBlu-rayに収録、副音声にオーディオコメンタリー「2回目は副音声で見てみよう～」(ゲスト：スギちゃん)を収録。
- 2月20日付 オリコン音楽DVDウィークリーランキング1位を獲得。[1]

## 収録映像曲

### DISC-1
1. C&KⅨ(動画)
2. to di Bone～FUKUOKA WALKER with Natural Radio Station
3. へべれけ宣言
4. SORRY SORRY feat.MEGAHORN(MEGARYU)
5. milky way
6. 梅雨明け宣言(動画)
7. ジェニファー何度もあなたに恋をする
8. JOY A LIFE
9. ハレルヤ feat.Metis
10. みんなのうた
11. 歩きだせ
12. OPENING
13. EVERYBODY
14. パーティ☆キング
15. DANCE☆MAN (WOKKY WOKKY×BOGGIE WOGGIE)
16. カモメ
17. キミノ言葉デ
18. BYE BYE BOO
19. In the Mood
20. MENDOKUSE
21. 王様ゲーム
22. ワタタリカ
23. 終わりなき輪舞曲

### DISC-2
アンコール
1. みかんハート(動画)
2. ヒカリトカゲ
3. Sun Son Sound
4. 踊LOCCA～around the world 新たなる冒険～
5. 愛を浴びて、僕がいる

### 特典映像
1. 長編ドキュメンタリー映像(決)

### 副音声
1. 「2回目は副音声で見てみよう～」(ゲスト：スギちゃん)

## 参照
1. 1 2  MUSICMAN-MAN. (2017年2月15日). https://web.archive.org/web/20170304194908/http://www.musicman-net.com/artist/65415.html =C&K、海の中道野外ワンマン公演の映像作品でオリコンDVD音楽部門初首位